# Li Fenglou
Li Fenglou, (Cinese: 李凤楼) (Pechino, 15 giugno 1912 – Pechino, 11 luglio 1988), è stato un calciatore e allenatore di calcio cinese.